# Международный органный конкурс им. Феликса Нововейского
Международный органный конкурс им. Феликса Нововейского — конкурс органистов, регулярно проводящийся в городе Познань, Польша. Наряду с Конкурсом им. Свелинка и конкурсом Фестиваля им. Орминьского в Гданьске и Румии является самым престижным польским органным конкурсом международного масштаба. Конкурс проводится под патронатом Министра культуры Польши, властей города Познань и Великопольского воеводства, центральной прессы.
Непосредственными организаторами являются Общество им. Феликса Нововейского, Музыкальная Академия им. И. Я. Падеревского и Познанская Филармония им. Тадеуша Шелиговского. Призовой фонд конкурса достаточно велик (первая премия составляет в эквиваленте ок. 8000 долларов). В жюри конкурса приглашаются польские и иностранные профессора-органисты.
Каждый из трёх туров конкурса содержит, среди прочего, произведение Феликса Нововейского, знаменитого польского композитора и органиста, долгие годы жившего и работавшего в Познани, концертировавшего на познанских органах. Это может быть одно из мелких сочинений либо часть из крупного (симфония, концерт, поэма). Конкурс, помимо открытия молодых талантов, служит идее распространения творческого наследия Феликса Нововейского, интерес к которому пробуждается в последнее время.
Так как Познань обладает достаточным количеством органов высокого класса, конкурс с самого начала проводится на разных инструментах, причём их выбор от конкурса к конкурсу меняется.
Неизменным остаётся лишь использование самого известного познанского инструмента — большого органа Ф. Ладегаста (op. 70, 1872-76, 3 мануала, 43 регистра, механическая трактура), установленного в познанской фарной коллегиате св. Марии Магдалены (бывший костёл иезуитов). На этом органе в межвоенные годы регулярно концертировал сам Феликс Нововейский.
Остальные туры конкурса могут проводиться на таких эстрадах, как
- Познанская филармония (аула Университета им. Мицкевича) — орган фирмы «Народное предприятие "Франкфуртская органная фабрика Зауэр"», 1976, op. 2047 (3 мануала, 47 регистров, механическая трактура). В этом зале игру Феликса Нововейского записывало Польское Радио; от старого, пневматического инструмента сохранился корпус.
- Лютеранская церковь Божьей Благодати — орган фирмы Здзислав и Юзеф Моллины (2004, 2 мануала, 27 регистров, механическая трактура).
- Познанская Академия музыки им. И. Я. Падеревского, Aula Nova — орган фирмы Александер Шуке, Потсдам, 2007 (3 мануала, 34 регистра, механическая трактура).
- Архикафедральный собор св. Петра и Павла — орган Яна Дроздовича (1998-2001, 3 мануала, 53 регистра, механическая трактура).

## Победители конкурса
Среди победителей и лауреатов конкурса были такие музыканты, как Ростислав Выграненко, Ларс Пало, Адам Заленский, Павел Когоут.
На последнем конкурсе, состоявшимся в 2010 году, победила россиянка Юлия Юферева совместно с представителем Польши Каролем Моссаковским. Вторую премию получила полька Агнешка Тарнавская, третью — Тина Христиансен из Дании.